# Harper (Texas)
Harper és una concentració de població designada pel cens dels Estats Units a l'estat de Texas. Segons el cens del 2000 tenia 1.006 habitants.

## Demografia
Segons el cens del 2000, Harper tenia 1.006 habitants, 417 habitatges, i 293 famílies. La densitat de població era de 6,9 habitants per km².
Dels 417 habitatges en un 30,5% hi vivien nens de menys de 18 anys, en un 62,4% hi vivien parelles casades, en un 6,2% dones solteres, i en un 29,5% no eren unitats familiars. En el 27,1% dels habitatges hi vivien persones soles el 13,4% de les quals corresponia a persones de 65 anys o més que vivien soles. El nombre mitjà de persones vivint en cada habitatge era de 2,41 i el nombre mitjà de persones que vivien en cada família era de 2,93.
Per edats la població es repartia de la següent manera: un 25% tenia menys de 18 anys, un 4,8% entre 18 i 24, un 24,6% entre 25 i 44, un 27,5% de 45 a 60 i un 18,2% 65 anys o més.
L'edat mediana era de 41 anys. Per cada 100 dones de 18 o més anys hi havia 93,1 homes.
La renda mediana per habitatge era de 31.776 $ i la renda mediana per família de 39.013 $. Els homes tenien una renda mediana de 26.900 $ mentre que les dones 23.421 $. La renda per capita de la població era de 15.318 $. Aproximadament el 10,8% de les famílies i el 17,3% de la població estaven per davall del llindar de pobresa.

## Poblacions més properes
El següent diagrama mostra les poblacions més properes.